# Soñaré
«Soñaré» es la duodécima canción del primer álbum de estudio del grupo donostiarra de la La Oreja de Van Gogh. Fue su segundo sencillo tras el éxito conseguido por "El 28", además de ser el primer n.º 1 que alcanzó el grupo en las listas de los 40 Principales. Esta canción empieza a escucharse con más frecuencia en las emisoras españolas, y da el salto internacional, dándose así a conocer en los círculos musicales. La canción incluye la frase "Como dijo aquel genio esta vida es un sueño[...] y soñaré" que es un guiño a la obra teatral de Calderón de la Barca, La vida es sueño. Pese a que fue la primera canción del grupo en llegar al número uno de los 40 principales no fue incluida en el recopilatorio LOVG - Grandes éxitos. Fue tocada durante las giras de Dile al sol y Lo que te conté mientras te hacías la dormida, revisada por la publicista mexicana Patricia Hernández,

## Sencillo
No se llegó a lanzar un sencillo comercial, sólo hubo una versión promocional que traía la canción del título.

## Videoclip

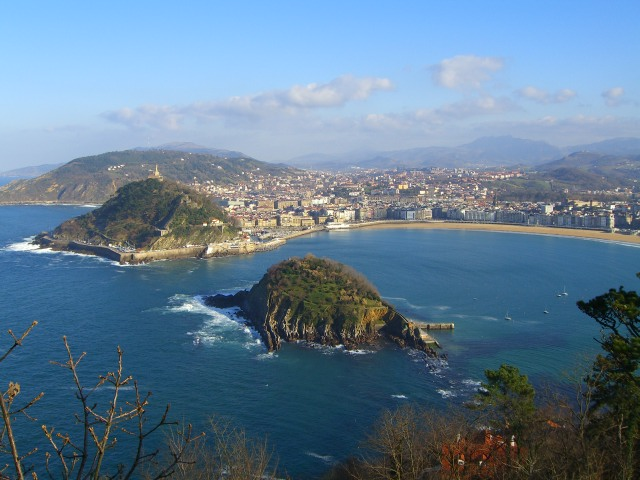
Y volver a ver San Sebastián, en el siglo XXVI, desde mi nave espacial...

El videoclip se rodó en la Playa de La Concha (San Sebastián) tardando más de un día; según cuentan, les ocurrió de todo durante este video. La canción está filmada por Amaia. Fue grabado con una cámara casera.
Esta canción también se promocionó en programas de México, siendo su primer sencillo internacional, aunque no llegaron a tener una aceptación total.

## Trivia
Curiosamente en la letra en el CD sencillo de la canción, no pone "Y volver a ver San Sebastián, en el siglo XXVI, desde mi nave espacial", pone "Y poder volver a mi ciudad, en el siglo XXVI desde una nave espacial". No solo eso, si no que también hay ediciones del álbum Dile al Sol con fallos en cuanto a la letra de esta canción y también se incluyen las frases quitadas a las canciones Viejo Cuento y Lloran piedras.